# Ludia russa
Ludia russa är en fjärilsart som beskrevs av Jordan 1922. Ludia russa ingår i släktet Ludia och familjen påfågelsspinnare. Inga underarter finns listade i Catalogue of Life.